# Novi Perkovci
Novi Perkovci falu Horvátországban, Eszék-Baranya megyében. Közigazgatásilag Diakovárhoz tartozik.

## Fekvése
Diakovár központjától 7 km-re délnyugatra, Szlavónia középső részén, a Đakovštinán, a Diakovár-Vinkovci síkság déli részén, Diakovár és Stari Perkovci között, a Breznica-patak partján fekszik.

## Története
A régészeti leletek tanúsága szerint területe már az őskorban is lakott volt. „Krčavine” nevű határrészén egy enyhe magaslaton, 2005-ben a neolitikum középső időszakának végéről származó Sopot kultúra leleteit (főként kerámiatöredékeket, kőszerszámokat, idolokat) találták meg.
A mai Novi Perkovci helyén a török uralom idején a Radinovci nevű település állt, melyet 1579-ben 14 portával említenek a török defterben. A török kiűzése után még 11 házat számláltak a településen, de ezután lakossága széttelepült a környező falvakba. 1715-ben a falu már lakatlan volt.
Novi Perkovci akkor keletkezett, amikor 1745-ben a katonai határőrvidék megszervezéskor az addig a diakovári püspökség uradalmához tartozó Perkovci katonai igazgatás alá, a bródi határőrezredhez került. Ekkor lakosságának az a része, amely nem akart katonai szolgálatot vállalni a püspökség birtokában maradt területen, a régi Radinovci helyén új települést hozott létre.
A Perkovci név a Petar (Péter) személynév becézett, „Perko” változatából származik.
Az első katonai felmérés térképén „Neu Perkovcze” néven található. Lipszky János 1808-ban Budán kiadott repertóriumában „Perkovcze (Nove)” néven szerepel. Nagy Lajos 1829-ben kiadott művében „Perkovcze” néven 47 házzal, 262 katolikus vallású lakossal találjuk.
A településnek 1857-ben 307, 1910-ben 346 lakosa volt. Verőce vármegye Diakovári járásának része volt. Az 1910-es népszámlálás adatai szerint lakosságának 97%-a horvát, 2%-a magyar anyanyelvű volt. Az első világháború után 1918-ban az új szerb-horvát-szlovén állam, majd később (1929-ben) Jugoszlávia része lett. 1991-től a független Horvátországhoz tartozik. 1991-ben lakosságának 99%-a horvát nemzetiségű volt. 2011-ben a településnek 246 lakosa volt.

## Lakossága
| Lakosság változása | Lakosság változása | Lakosság változása | Lakosság változása | Lakosság változása | Lakosság változása | Lakosság változása | Lakosság változása | Lakosság változása | Lakosság változása | Lakosság változása | Lakosság változása | Lakosság változása | Lakosság változása | Lakosság változása | Lakosság változása |
| ------------------ | ------------------ | ------------------ | ------------------ | ------------------ | ------------------ | ------------------ | ------------------ | ------------------ | ------------------ | ------------------ | ------------------ | ------------------ | ------------------ | ------------------ | ------------------ |
| 1857               | 1869               | 1880               | 1890               | 1900               | 1910               | 1921               | 1931               | 1948               | 1953               | 1961               | 1971               | 1981               | 1991               | 2001               | 2011               |
| 307                | 307                | 255                | 290                | 297                | 346                | 352                | 390                | 412                | 415                | 410                | 395                | 369                | 352                | 306                | 246                |

## Nevezetességei
Remete Szent Antal tiszteletére szentelt római katolikus temploma 1910-ben épült, a piskorevcei plébánia filiája.